# Paradijslelie
De paradijslelie (Paradisea liliastrum) is een plant met tot 6 cm lange, trechtervormige, witte bloemen. De bloeitijd is van mei tot juli. Het is een eenzaadlobbige plant met grasachtige bladeren van 1 cm breed. Ze wordt 30-50 cm hoog.
De paradijslelie komt voor in de zuidelijke Alpen, Pyreneeën, Apennijnen, Jura en Slovenië op bergweiden van 800 tot aan 2500 m hoogte. Plaatselijk kunnen ze met grote aantallen tegelijk aangetroffen worden. De paradijslelie is een beschermde plant in Duitsland, Oostenrijk en Zwitserland.
Merk op dat de plaatsing van het geslacht Paradisea onzeker is. Soms wordt ze geplaatst in de affodilfamilie (Asphodelaceae). De APWebsite [geconsulteerd 8 juli 2020] plaatst dit geslacht in de familie Asparagaceae.

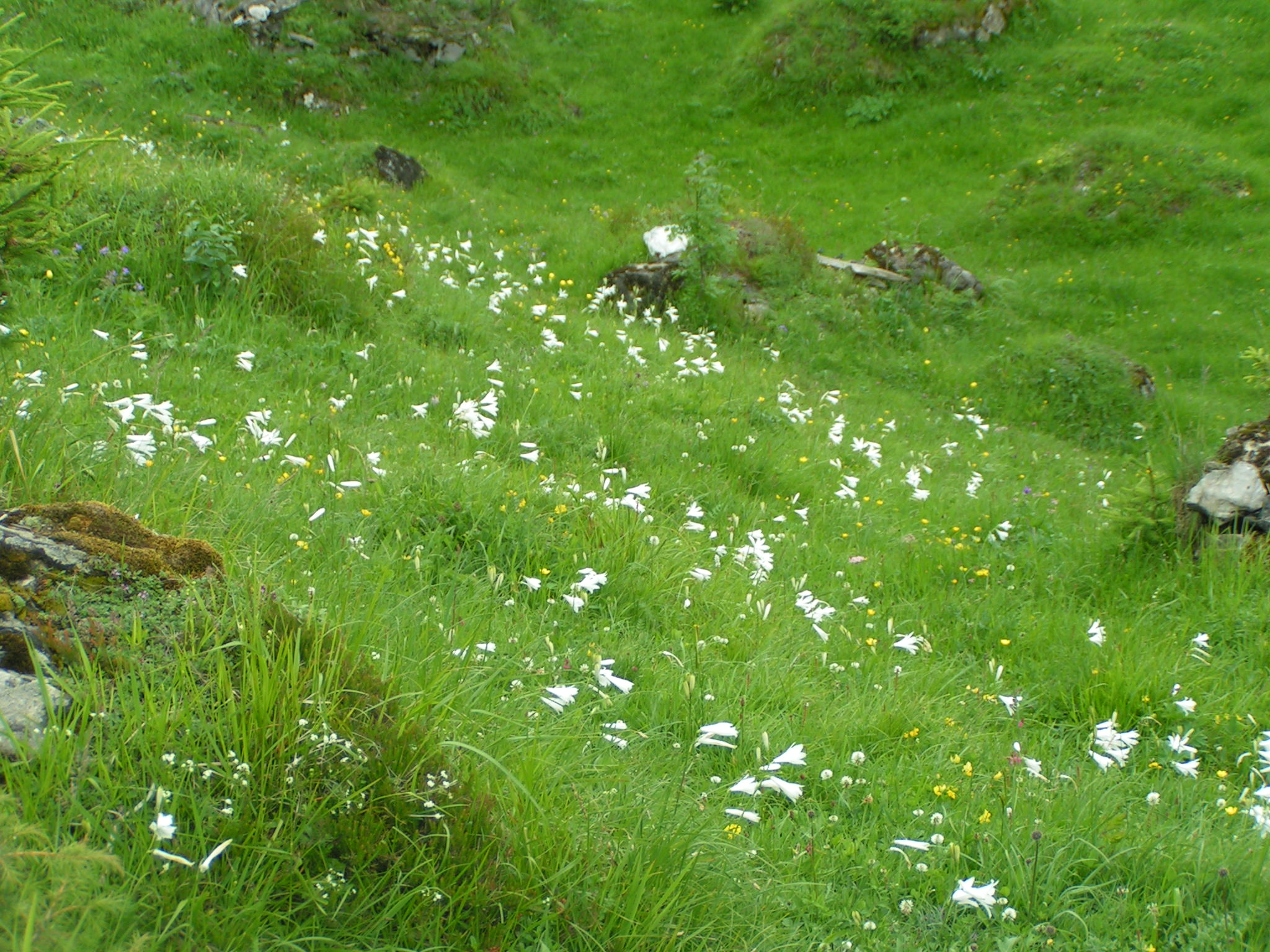
Alpenwei met paradijslelies